# Deutscher Holz- und Bautenschutzverband

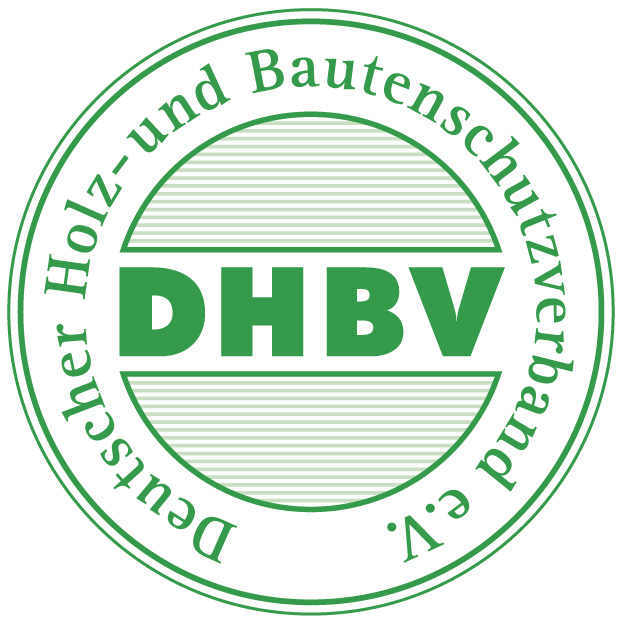
DHBV Logo

Der Deutsche Holz- und Bautenschutzverband e.V. (DHBV) ist ein Zusammenschluss von Fachleuten, die in der Bauwerkserhaltung, der Denkmalpflege und im Neubau tätig sind.
Der Verband wurde im Jahr 1950 gegründet und vertritt seitdem bundesweit die im Holz- und Bautenschutz tätigen Berufsgruppen.
Als berufliche Interessenvertretung ist der DHBV Mitglied in den Zentralverbänden des Deutschen Baugewerbes (ZDB) und des Deutschen Handwerks (ZDH) sowie in  Normungsausschüssen und Gremien (DIN, WTA, GAEB, Ausbildungsbeiräten) der Vertreter der Branche. Die Kernaufgaben des Verbandes sind Fachinformationen, die Ausbildung des beruflichen Nachwuchses, die Weiterbildung von Fachkräften sowie die Qualifizierung der Mitglieder.

## Geschichte
Die Gründung erfolgte 1950 unter dem Namen Deutscher Holzschutzverband e.V. 1959 erfolgte die Umbenennung des Verbandes in Deutscher Holz- und Bautenschutzverband e.V – (DHBV) - und die erstmalige Herausgabe eines Gütesiegels für DHBV-Fachbetriebe. Da die Aufgabenbereiche eines Holz- und Bautenschützers nicht fest umrissen waren, erfolgte 1978 auf Initiative des Deutschen Handwerkskammertages unter Einbeziehung aller branchennahen Baufachverbände die Verabschiedung eines Tätigkeitsverzeichnisses (Tätigkeitsverzeichnis des Holz- und Bautenschutzes), das bis heute die Tätigkeitsfelder ausweist, in denen Holzschützer und Bautenschützer gewerblich tätig sein dürfen. Der DHBV war bei den Abstimmungsgesprächen damit betraut, die Interessen der im Holz- und Bautenschutz tätigen Betriebe zu wahren.
Nach mehrmaligen gescheiterten Versuchen gelang es dem DHBV im Jahr 2007 für den Holz- und Bautenschutz eine eigene Ausbildungsverordnung gesetzlich zu verankern. Das Handwerk erhielt damit zwei neue Berufe, den zweijährigen Ausbildungsberuf Fachkraft für Holz- und Bautenschutzarbeiten und den dreijährigen Ausbildungsberuf Holz- und Bautenschützer. Mit dem Inkrafttreten der Meisterprüfungsverordnung für das Holz- und Bautenschutzgewerbe am 1. November 2012 wurde der Holz- und Bautenschutz Meisterberuf und damit der erste neue Meisterberuf im Bauhandwerk seit Einführung der Handwerksordnung im Jahre 1953.   

## Mitglieder
Die Mitglieder sind Handwerksbetriebe, die sich auf Schutz- und Instandsetzungsarbeiten bei Neubauten und Altbauten spezialisiert haben, Sachverständige der Fachgebiete Holzschutz, Bautenschutz und Schäden an Gebäuden, Architekten und Ingenieure, die sich besonders der Bauwerkserhaltung, Bauwerkserneuerung und Denkmalpflege widmen sowie
Hersteller und Händler chemischer Holzschutz- und Bautenschutzsysteme sowie technischer Spezialgeräte.
Der DHBV unterstützt und fördert den Erfahrungsaustausch seiner Mitglieder durch gemeinsame Tagungen, Fachseminare und Mitgliedertreffen.

## Struktur
Der Bundesverband wird im Ehrenamt von einem Präsidenten und zwei Vizepräsidenten (Bundesvorstand) geführt, deren Tätigkeit von der Bundesgeschäftsstelle mit Sitz in Köln unterstützt wird. Präsident ist Gero Hebeisen, Vizepräsidenten sind Frank Gerst und Heiko Teutenberg. Bundesgeschäftsführer ist Friedrich Remes.
Der Verein ist in 10 Landesverbände (Baden-Württemberg, Bayern, Berlin/Brandenburg, Bremen/Niedersachsen, Hamburg/Schleswig-Holstein, Hessen/Rheinland-Pfalz/Saarland, Mecklenburg-Vorpommern, Nordrhein-Westfalen, Sachsen-Anhalt, Sachsen/Thüringen) untergliedert. Die Landesverbände werden von einem ehrenamtlich tätigen Landesvorstand geführt. Jeder Landesverband veranstaltet Frühjahrstagungen und Herbsttagungen zur Weiterbildung.
Die Führung der fachbezogenen Arbeit und Beratung der Mitglieder liegt in den Händen der Leiter der DHBV Fachbereiche. Zu ihren Aufgaben gehört die fachliche Begleitung des Ausbildungsberufes Holz- und Bautenschützer sowie der Bereich der Weiterbildung und Qualifizierung im Holz- und Bautenschutz. Darüber hinaus vertreten sie die Branche bei der Normungsarbeit und in Fachgremien.

## Fachzeitschrift
Schützen & Erhalten erscheint seit dem Jahr 2000. In der Fachzeitschrift für Holzschutz und Bautenschutz berichten Fachleute vierteljährlich  um die Bauwerkserhaltung.
Fester Bestandteil jeder Ausgabe sind Berichte über Neuerungen und Wissenswertes im Holzschutz, Bautenschutz, über Praktiken bei der Erkennung und Bekämpfung von Schimmelpilzen, der Sanierung und Instandsetzung alter Bausubstanz sowie Fachinformationen für Bausachverständige.